# Spinning Vibe (Walibi Belgium)
Spinning Vibe is een attractie in het Belgische attractiepark Walibi Belgium te Waver. Het is een Breakdance nummer 3 van de Duitse fabrikant Huss.

## Geschiedenis
Spinning Vibe werd in 2000 geopend onder de naam Barriques, of Dansende Vaten in het Nederlands. De attractie werd gebouwd door HUSS Park Attractions, in opdracht van Six Flags, de toenmalige eigenaar van het park. Het thema was de Italiaanse wijnbouw, met de gondels als wijnvaten. In het midden van de attractie stond een vat met druiven en een dansende druiventeelster.
Een jaar later, in 2001, werd de naam aangepast naar Cilindri Rotanti. 
Sinds 2013 heeft de attractie de naam Spinning Vibe. De attractie werd geherthematiseerd naar een muzikaal thema: de gondels kregen de vorm van drums, rondom een stapel grote drums. Dit thema sloot aan bij de in 2011 geïntroduceerde fictieve bands W.A.B en The SkunX, die bestonden uit de toenmalige mascottes.
In 2017 werd de attractie voorzien van vaste gondelkruizen, die typisch worden gezien in pretparkmodellen.
Afbeeldingen · Geschiedenis van Walibi Belgium